# Saruga esenini
Saruga esenini är en tvåvingeart som beskrevs av Nina Krivosheina 1993. Saruga esenini ingår i släktet Saruga och familjen vapenflugor.
Artens utbredningsområde är Vietnam. Inga underarter finns listade i Catalogue of Life.